# I'll Always Love You
I'll Always Love You è un singolo della cantante statunitense Taylor Dayne, pubblicato nel 1988 ed estratto dal suo primo album in studio Tell It to My Heart.

## Tracce
- 7"

1. I'll Always Love You
2. Where Does That Boy Hang Out

## Classifiche
| Classifica (1988) | Posizione raggiunta |
| ----------------- | ------------------- |
| Regno Unito       | 41                  |
| Stati Uniti       | 3                   |